# Műemlékek Nemzeti Gondnoksága
A Műemlékek Nemzeti Gondnoksága röviden: NG, a Magyar Állam kizárólagos tulajdonában álló műemlékek állagmegóvására, helyreállítására, hasznosítására létrehozott szervezet.
2012-ben megszűnt: az NG és a KÖH (Kulturális Örökségvédelmi Hivatal) beolvadtak a Forster Gyula Nemzeti Örökségvédelmi és Vagyongazdálkodási Központba (310/2012. (XI.6.) Korm. rendelet).

## Kezelésében lévő épületek
- Budanyék - II. Ulászló vadászkastélyának és Nyék falu középkori templomának romjai
- Budapest (várnegyed) De la Motte palota – az NG székháza
- Dég - Festetics-kastély
- Edelény - L’Huillier–Coburg-kastély
- Fáj - Fáy-kastély
- Fehérvárcsurgó - Károlyi-kastély
- Fertőd - Esterházy-kastély
- Fertőrákos - Püspöki kastély
- Füzérradvány - Károlyi-kastély
- Komlódtótfalu - Becsky-kúria
- Lovasberény - Cziráky-kastély
- Majk - Eszterházi kastély és kamalduli remeteség
- Nádasdladány - Nádasdy-kastély
- Pécel - Ráday-kastély
- Sümeg - Püspöki palota
- Szegvár - Károlyi-kastély
- Tata - Esterházy-kastély
- Tuzsér - Lónyay-kastély